# Mauro el mojado
Mauro el mojado es una película de mexicana estrenada en 1986 dirigida por Alberto Mariscal. Esta protagonizada por Miguel Ángel Rodríguez, Hugo Stiglitz y Olivia Collins.

## Trama
Mauro es enviado a una cárcel en los Estados Unidos por traficar drogas. Al salir, va en busca de Johnny Ventura, un traficante que lo traicionó porque Mauro se enamoró de su querida, Oralia.

## Reparto
- Miguel Ángel Rodríguez como Mauro
- Hugo Stiglitz como Johnny Ventura
- Olivia Collins como Oralia Resendiz
- Mario Cid como Sr.Jones
- Alejandra Meyer como Sra. Lucha
- Roberto Vander como Jeff
- Ramiro Orci como Tobias Resendiz
- Xavier Massé
- Dieter Koll como Dieter
- Sergio Sánchez
- Fidel Garrido como Ed
- Agustín Bernal
- Paco Pharrez como Cantinero
- Olinka Castejon
- Georgina Chavez
- Martha Elena Vallejo
- Gerardo Albarrán
- Patricia Rojas como Cliente